# 安倍晋三 回顧録
『安倍晋三回顧録』（あべしんぞう かいころく）は、計18回の36時間にわって行われた、安倍晋三へのインタビューを書籍化したものである。

## 概要
2023年2月8日に中央公論新社から出版。
この書籍は当初は2022年初めに刊行予定であったが、収録された内容があまりにも機微に触れることが多かったため、安倍の意向を受けて発売が延期されていた。しかし、2022年7月8日に安倍が銃撃事件で死去し、未亡人となった妻の昭恵が出版に同意したことを受けて出版されることになった。
なぜ史上最長となる安倍政権が実現したのか、そして一次政権があっけなく崩壊してからの舞台裏を総括した歴史的資料である。
バラク・オバマ、ドナルド・トランプ、ウラジーミル・プーチン、習近平、アンゲラ・メルケルらといった各国の要人との秘話も載録されている。
習近平中国共産党総書記はもし自らが米国に生まれていたら同国の共産党には入らずに民主党か共和党に入っていただろうと語っていたことを明かしている。安倍晋三は習近平を思想信条ではなく政治権力を掌握するために共産党に入っており強烈なリアリストであると評していることが書かれている。森友学園問題は安倍晋三の足をすくうための財務省の策略の可能性があると書かれている。
首相を退任してからの2020年10月から2021年10月までの計18回にわたる口述の記録も収録されている。聞き手は橋本五郎ら読売新聞特別編集委員。
発売当日の国会では大西健介が同書に記された安倍おろしや森友学園問題について与党に質問していた。2月13日の衆議院予算委員会で野党側にこの書籍の内容をめぐり、政府の方針や発表と異なっていると追及される。閣僚らはこぞって答弁を避ける。首相を含む閣僚らは大臣規範で職務上知ることのできた秘密を漏らしてはいけないとされており、職を辞任してからも同様と定められている。このため本庄知史にはこの書籍の内容は守秘義務違反に当たらないかと質問されたことに対して、内閣官房長官の松野博一は政府の立場としてコメントすることは控えたいと述べた。
発売されてから快進撃であり、発売から1週間で15万部が発行され書店から姿を消し5刷20万部に重版される。発売から2ヶ月で26万部になる。